# Le Retour du fils du cheik
Pour les articles homonymes, voir Le Fils du cheikh (homonymie).
Pour plus de détails, voir Fiche technique et Distribution.
Le Retour du fils du cheik (Il figlio dello sceicco) est un film de cape et d'épée franco-italien réalisé par Mario Costa et sorti en 1962.

## Fiche technique
Sauf indication contraire, les informations mentionnées dans cette section peuvent être confirmées par la base de données cinématographiques Unifrance,  présente dans la section « Liens externes ».
- Titre français : Le Retour du fils du cheik[1]
- Titre original italien : Il figlio dello sceicco[2]
- Réalisateur : Mario Costa
- Scénario : Nino Stresa (it)
- Photographie : Angelo Lotti
- Montage : Antonietta Zita (it)
- Musique : Francesco De Masi
- Décors et costumes : Giancarlo Bartolini Salimbeni (it)
- Production : Giampaolo Bigazzi, Piero Ghione, Robert de Nesle
- Société de production : Mercury Films, Comptoir Francais du Film Production
- Pays de production :  Italie -  France
- Langue originale : italien
- Format : Couleurs par Eastmancolor - 2,35:1 - Son mono - 35 mm
- Durée : 85 minutes
- Genre : Film de cape et d'épée
- Dates de sortie :
  - Italie : 29 juin 1962
  - France : 24 mai 1963[1]

## Distribution
- Gordon Scott : Kerim
- Cristina Gaioni : Fawzia
- Moira Orfei : Zaira
- Alberto Farnese : Omar
- Gordon Mitchell : Yussuf
- Grazia Maria Spina : Laila
- Nando Tamberlani : Mansur
- Luciano Benetti : Prince Ahmed
- Jany Clair : fille en prison
- Nando Angelini : Akim
- Lulla Selli : Selima

## Production
Le Retour du fils du cheik a été filmé en grand format Euroscope en couleurs Eastmancolor dans le studio d'Incir De Paolis à Rome ainsi qu'en Égypte. Il s'agit d'un film de cape et d'épée simple mais coloré, qui se rapproche de la formule du péplum, avec une conception des costumes recherchée, un grand nombre de seconds rôles et des paysages désertiques authentiques. Gordon Scott, connu pour ses films de Tarzan, révèle son torse nu musclé, Alberto Farnese interprète l'habituel méchant sadique et Moira Orfei incarne sa petite amie intrigante,. Dans la distribution, le sosie de Kerim est une autre vedette du péplum, Gordon Mitchell. Il existe également une version égyptienne du film, dans laquelle les acteurs italiens sont remplacés par des acteurs locaux.